# Линдхольм, Элиас
Элиас Виктор Себулон Линдхольм (англ. Elias Viktor Zebulon Lindholm; 2 декабря 1994, Буден, Швеция) — шведский хоккеист, центральный нападающий клуба НХЛ «Бостон Брюинз». Самый молодой в истории шведский хоккеист, забросивший шайбу в НХЛ.
Сын шведского хоккеиста Микаэля Линдхольма (род. 1964), который сыграл 18 матчей в НХЛ за «Лос-Анджелес Кингз» в сезоне 1989/90. Шведский хоккеист Калле Йернкрук — двоюродный брат Элиаса.

## Биография

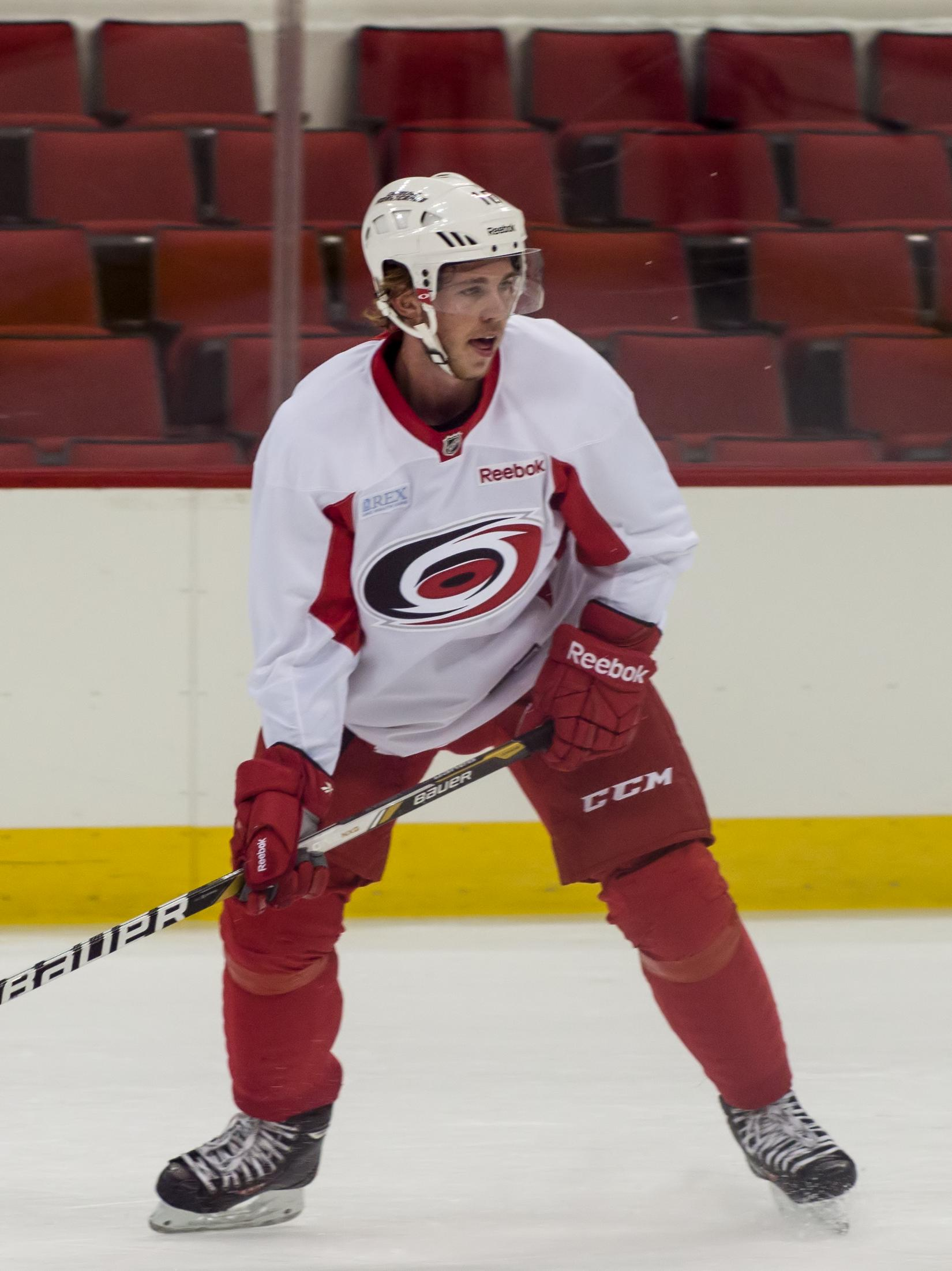
2013 год

На драфте НХЛ 2013 года был выбран в 1-м раунде под общим пятым номером командой «Каролина Харрикейнз». 16 июля 2013 года подписал трехлетний контракт новичка, по которому будет получать 832,5 тыс. долларов в год в случае выступления в НХЛ или по 70 тыс. долларов в фарм-клубе, также швед получил подписной бонус в размере 277,5 тыс. долларов.
10 октября 2013 года в своей 4-й игре в НХЛ забросил первую шайбу в ворота голкипера «Вашингтон Кэпиталз» Брэйдена Холтби. На тот момент Элиасу было 18 лет и 311 дней, он стал самым молодым шведом, забившим шайбу в НХЛ, превзойдя достижение Габриэля Ландескуга (18 лет и 324 дня).
8 марта 2015 года в игре против «Эдмонтона» Линдхольм сделал первый хет-трик, набрав 5 очков в одной встрече.
В составе «Харрикейнз» провёл пять сезонов, сыграв 374 матча и набрав 188 очков (64+124). Команда за это время ни разу не играла в плей-офф.
23 июня 2018 года был обменян в «Калгари Флэймз» вместе с Ноа Ханифином на Дуги Хэмилтона, Майкла Ферланда и молодого Адама Фокса. 16 июля 2018 года подписал 6-летний контракт с «Флэймз». В первом же сезоне стал играть важную роль в нападении канадского клуба, набрав 78 очков (27+51) в 81 матче.
Сезон 2021/22 стал самым успешным в плане статистики для Линдхольма: 82 очка (42+40) в 82 матчах. 23 октября 2021 года сделал хет-трик в матче против «Вашингтона». 16 апреля 2022 года набрал 4 очка (1+3) в игре против «Аризоны». В сезоне 2021/22 Линдхольм играл в тройке с Джонни Годро и Мэттью Ткачуком, каждый из которых забросил по 40 шайб.
31 января 2024 года был обменян в «Ванкувер Кэнакс» на пики первого и четвертого раунда-2024, нападающего Андрея Кузьменко и двух проспектов-защитников.
1 июля в качестве свободного агента подписал семилетний контракт с «Бостон Брюинз» на сумму $54,25 млн.

## Статистика
| Легенда | Легенда                    | Легенда | Легенда                   | Легенда | Легенда    |
| ------- | -------------------------- | ------- | ------------------------- | ------- | ---------- |
| И       | Количество проведённых игр | Штр     | Штрафное время            | +/−     | Плюс-минус |
| Г       | Голы                       | П       | Голевые передачи          | О       | Очки       |
| -       | Статистика неизвестна      | —       | Статистика не учитывалась |         |            |

## Достижения
- Серебряный призёр юниорского чемпионата мира: 2012
- Серебряный призёр чемпионата мира среди молодёжный сборных (U20): 2013, 2014
- Викинг Эворд: 2019